# Doron Bell Jr.
Doron Bell Jr. (Montreal, 8 dicembre 1973) è un attore, musicista e cantante canadese.
È conosciuto principalmente per il lavoro vocale e la musica; ha doppiato Waldo nella serie televisiva di DreamWorks Animation Dinotrux e in molti altri progetti di animazione. Una volta ha pubblicato un singolo di musica indipendente "Lighting" che ha caratterizzato la sensazione della Jamaican Dancehall e il vincitore del Grammy "Beenie Man". Doron ha anche recitato nel film Lifetime Original "Toni Braxton: Unbreak My Heart" nei panni di Scott Rhodes, il manager della stella R & B.

## Filmografia parziale
- Dinotrux - Waldo, "The Silent Dude" Otto (voice) (2015-oggi)
- Lego Ninjago: Masters of Spinjitzu - Griffin Turner (voice) (2015)
- Pirate Express - Booli (voice) (2015)
- My Little Pony: Friendship is Magic - Trenderhoof (voice) (2014); Cattail (voice) (2017)
- Voltron Force - Vince (voice) (2011)
- Cosmic Quantum Ray - Lucas (voice) (2010)
- George della giungla (George of the Jungle) - Big Mitch (voice) (2007)
- Deadly Skies - Guard Stevens (2006)
- Class of the Titans - Odie (voice) (2005)
- Alien Racers - G'rog (voice) (2005)
- ToddWorld - Benny (voice) (2005)
- Def Jam Fight for NY - Hero (videogioco) (2004)
- G.i. Joe: Valor vs. Venom - Tunnel Rat (voice) (2004)
- Scooby-Doo 2: Monsters Unleashed - Drummer (2004)
- Transformers: Energon - Cliffjumper (voice) (2004)
- G.i. Joe: Spy Troops - Tunnel Rat (voice) (2003)
- Hot Wheels Highway 35 World Race - Alec "Hud" Wood (2003)
- Wifelike, regia di James Bird (2022)

## Doppiatori italiani
Nelle versioni in italiano delle opere in cui ha recitato, Doron Bell Jr. è stato doppiato da:
- Daniele Valenti in Fringe
- Francesco Meoni in Psych
- Gianluca Crisafi ne Il concorso di Natale
- Emanuele Durante in Segreti da Cheerleader
- Carlo Petruccetti in Supergirl
- Stefano Alessandroni in Wifelike